# Pambak, Gegharkunik
Pambak là một đô thị thuộc tỉnh Gegharkunik, Armenia. Dân số ước tính năm 2011 là 514 người.